# Chorocopte
Chorocopte ist eine Ortschaft und eine Parroquia rural („ländliches Kirchspiel“) im Kanton Cañar der ecuadorianischen Provinz Cañar. Die Parroquia besitzt eine Fläche von 37,71 km². Die Einwohnerzahl lag im Jahr 2010 bei 3088. 

## Lage
Die Parroquia Chorocopte liegt in den Anden. Im Süden erhebt sich der 3804 m hohe Loma Tinajera. Unterhalb dessen Nordflanke befindet sich der See Laguna Chorocopte. Der etwa 3370 m hoch gelegene Hauptort befindet sich 2,5 km südsüdwestlich des Kantonshauptortes Cañar.
Die Parroquia Chorocopte grenzt im Norden an die Parroquia Cañar, im Osten an die Parroquia Honorato Vásquez, im Süden an die Parroquias Biblián und Jerusalén (beide im Kanton Biblián) sowie im Westen an die Parroquia Gualleturo.

## Orte und Siedlungen
In der Parroquia Chorocopte befinden sich folgende Comunidades: La Capilla, Romerillo Bajo, Tomaloma, Treton-Milmilpamba, Ganzhi, Citacar, Lluillán, Los Encaladas, Romerillo Alto, Zhadanpugro, Curiurcu und Centro Parroquial.

## Geschichte
Die Parroquia Chorocopte wurde am 6. November 1944 gegründet.